# Елизабет Фриментъл
Елизабет Фриментъл (на английски: Elizabeth Fremantle) е английска писателка на произведения в жанра исторически роман.

## Биография и творчество
Елизабет Сесилия Джейн Фриментъл е родена през август 1962 г. в Лондон, Англия. На 16 години напуска гимназията „Томас Колидж“ и работи на временни места докато се установи като журналист за модните списания „Ел“, „Вог“ и „Вог Париж“. Пише и за „Vanity Fair“, „Сънди Таймс“, „Erotic Review“, и др. Омъжва се и живее в Париж докато работи за „Вог Париж“. Има две деца.
След развода си, преследвайки мечтата си да бъде писател, започва да учи. През 90-те получава бакалавърска степен по английска филология и магистърска степен по творческо писане от университета „Биркбек“ в Лондон. Пише като литературен критик за „Сънди Таймс“ и „Сънди Експрес“. От 2000 г. е директор в „Thomas Tapling & Co. Limited“.
Първият и роман „Последната кралица“ е публикуван през 2013 г. Овдовялата за втори път лейди Катрин Пар става придворна дама на принцеса Мери. В двора започва любовна афера с Томас Сиймор, но става съпруга на крал Хенри VIII. Разчитайки на своя чар и ум, се опитва да оцелее сред интриги и предателства, и гневните пристъпи на краля.
Член е на Асоциацията на писателите на исторически романи, а от 2014 г. е неин председател.
Елизабет Фриментъл живее със семейството си в Бат.

## Произведения

### Самостоятелни романи
- Queen's Gambit (2013) – издаден и като „The Poison Bed“
Последната кралица, изд.: ИК „Хермес“, София (2016), прев. Калина Кирякова
- Sisters of Treason (2014)
- Watch the Lady (2015)
- The Girl in the Glass Tower (2016)